# Kostel Notre-Dame-de-l'Arche-d'Alliance
Kostel Notre-Dame-de-l'Arche-d'Alliance (tj. Panny Marie z Archy úmluvy) je katolický farní kostel v 15. obvodu v Paříži, v ulici Rue d'Alleray postavený v letech 1986–1998.

## Historie
Návrh na nový kostel prosadil kardinál a tehdejší pařížský arcibiskup Jean-Marie Lustiger, který pocházel z židovské rodiny a konvertoval ke katolicismu. Kostel zasvěcený současně Panně Marii a Arše úmluvy má symbolizovat kontinuitu mezi tradicemi judaismu a křesťanství, a proto odkazuje na Starý i Nový zákon.
Zdejší farnost byla založena 15. srpna 1996 dekretem Jeana Marie Lustigera. Vysvěcení kostela proběhlo 20. června 1998, ale všechny práce byly dokončeny až v roce 2001 (dvě skleněné desky s malbami představující Navštívení Panny Marie a Davida před Archou úmluvy.

## Architektura
Projekt kostela vypracovala architektonická kancelář Architecture-Studio v roce 1986, výzdobu vitráží provedl francouzský umělec Martial Raysse.
Kostel má podobu krychle s délkou strany 18 metrů obklopené kovovou sítí. Stejné rozměry (délka, šířka a výška) má symbolizovat nebeský Jeruzalém. Kostku stojící uprostřed zahrady, podpírá 12 sloupů – stejně jako 12 apoštolů. Stěny křtitelnice nesou jména 12 izraelských kmenů, zatímco sloupy nesou jména 12 apoštolů. U jedné strany stavby je 37 m vysoká zvonice zakončená křížem.
Oltář stejně jako křtitelnice je vyroben z bílého mramoru z řeckého Thassosu. Kostel má kapacitu 350 osob.